# 後藤早貴
後藤 早貴 (ごとう さき、1993年10月30日 - ) は、日本の女優、女性ファッションモデル。身長158cm。

## 略歴
関西コレクションモデル第一期生としてモデル活動を開始し、2014年4月、NYLON JAPANの三代目モデルとしての活動を開始し、2015年には美容雑誌「ocappa」のカバーモデルを担当した。
NYLONのモデルとなった頃に上京。バイトをしながらモデル活動を行ない、映画鑑賞をしていた。その中で、安藤サクラ主演の映画『百円の恋』に影響を受けて女優を志し、NYLONの事務所を退所。
2017年2月より順次公開の映画『木島町コンフィデンシャル』に出演。10月11日から10月15日にかけて上演された舞台『サンカにあこがれて、』で主演を務めた。

## モデル活動

### 雑誌
- NYLON JAPAN 専属モデル

### イベント
- 関西コレクション
- Campus Collection

## 出演

### 映画
- 木島町コンフィデンシャル（2017年） - サエ役

### 舞台
- TOKYO笹塚ボーイズ『サンカにあこがれて、』（2017年10月11日 - 10月15日、下北沢Half Moon Halll）

### ミュージック・ビデオ
- maco marets「Sparkle」[5]
- 天野花「かさぶた」[6]